# Quadra (Sepultura)
Quadra è il quindicesimo album in studio del gruppo musicale brasiliano Sepultura, pubblicato nel 2020.

## Tracce
Testi di Derrick Green.
1. Isolation – 4:56 (musica: Kisser, Eloy Casagrande)
2. Means to an End – 4:39 (musica: Kisser, Casagrande)
3. Last Time – 4:27 (musica: Kisser, Casagrande)
4. Capital Enslavement – 3:40 (musica: Kisser, Casagrande)
5. Ali – 4:12 (musica: Kisser, Casagrande)
6. Raging Void – 3:57 (musica: Kisser, Casagrande)
7. Guardians of Earth – 5:11 (musica: Kisser, Casagrande)
8. The Pentagram (instrumental) – 5:20 (musica: Kisser, Casagrande)
9. Autem – 4:06 (musica: Kisser, Casagrande)
10. Quadra (instrumental) – 0:46 (musica: Kisser)
11. Agony of Defeat – 5:51 (musica: Kisser, Casagrande)
12. Fear, Pain, Chaos, Suffering (featuring Emmily Barreto) – 4:09 (musica: Kisser, Casagrande)

## Formazione
Gruppo
- Derrick Green − voce
- Andreas Kisser − chitarra
- Paulo Jr. − basso
- Eloy Casagrande − batteria, percussioni

Musicisti ospiti
- Bruna Zenti − violino
- Kadu Fernandes − percussioni nel brano Capital Enslavement
- Renato Zanuto − tastiere e orchestrazione nei brani Isolation, Means to an End, Capital Enslavement e Guardians of Earth
- Francesco Ferrini − orchestrazione nei brani Last Time e Fear, Pain, Chaos, Suffering
- Robertinho Rodrigues − basso acustico
- Chorus Mysticus − cori
- Jens Bogren − cori
- Paulo Cyrino − effetti nel brano Ali
- Gunnar Misgeld − 	arrangiamento cori nei brani Isolation, Last Time, Guardians of Earth e Agony of Defeat
- Emmily Barreto − voce femminile nel brano Fear, Pain, Chaos, Suffering

## Alive in Brazil
Alive in Brazil è un aggiuntivo compreso in alcune versioni e registrato dal vivo il 20 giugno 2015 a San Paolo.

1. Choke – 3:46 (testo: Kisser – musica: Kisser, Igor Cavalera)
2. Convicted in Life – 3:31 (testo: Kisser, Green – musica: Kisser, Green, Cavalera)
3. Sepulnation – 4:41 (testo: Green, Cavalera – musica: Kisser, Cavalera)
4. Apes of God – 3:22 (testo: Kisser, Green – musica: Kisser, Cavalera, Green)
5. Sepultura Under My Skin – 3:45 (testo: Kisser, Green – musica: Kisser)
6. Manipulation of Tragedy – 4:19 (testo: Green, Kisser – musica: Kisser, Casagrande)
7. The Vatican – 6:34 (testo: Green, Kisser – musica: Kisser, Casagrande)
8. Cut-Throat – 2:55 (testo: Max Cavalera – musica: Sepultura)